# Kampung Jawa Baru (Lebong Utara)
Kampung Jawa Baru is een bestuurslaag in het regentschap Lebong van de provincie Bengkulu, Indonesië. Kampung Jawa Baru telt 2426 inwoners (volkstelling 2010).